# Matra
Mécanique Avion TRAction, kurz Matra, war ein im Jahr 1941, während der deutschen Besatzungszeit, gegründetes französisches Unternehmen mit einem weitreichenden Tätigkeitsbereich, zunächst in den Bereichen Flugzeug- und Rüstungsbau sowie der Kunststoffverarbeitung. In Erinnerung ist es vor allem als Automarke.

## Unternehmenspolitik
Jean-Luc Lagardère kaufte massiv Unternehmen auf. Dadurch entstand für Matra ein sehr vielseitig ausgerichtetes Tätigkeitsfeld. Heute firmiert ein Teil dieses Unternehmens (nach der Fusion von Aérospatiale und Matra Haute Technologie zu Aerospatiale-Matra) und Matra Marconi Space unter dem Namen Groupe Lagardère. Matra selbst gehört seit 2004 zur damaligen EADS (European Aeronautic Defence and Space Company), der heutigen Airbus Group, an der die Lagardère Gruppe einen 15-prozentigen Anteil hält.

## Fahrzeugherstellung

### Geschichte der Fahrzeugherstellung

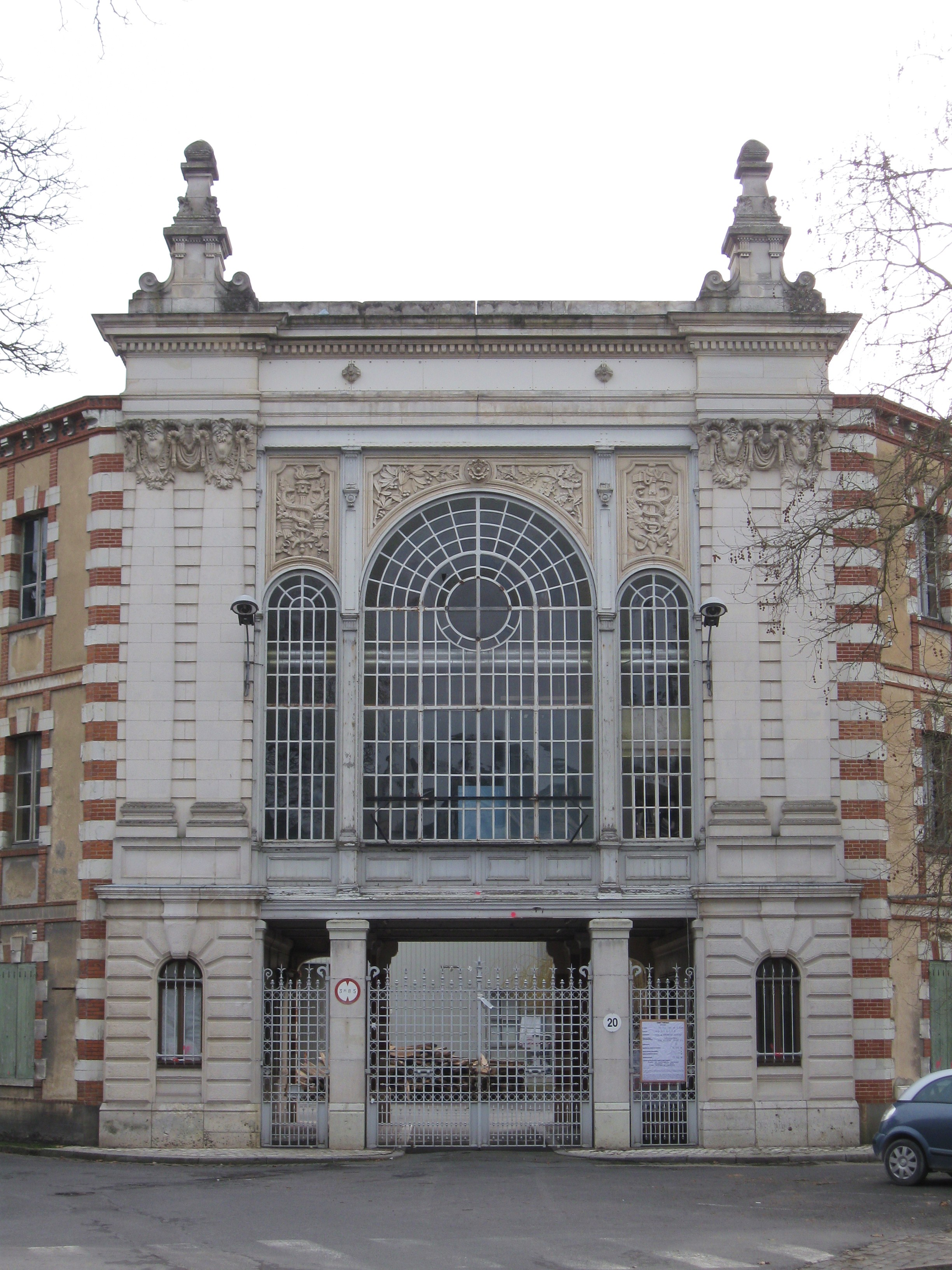
Eingang der 2004 geschlossenen Matra-Automobilfabrik in Romorantin-Lanthenay, vormals Manufacture Normant frères

1964 übernahm Matra den Autohersteller Automobiles René Bonnet. Dieses Unternehmen hatte zwei Standbeine: Herstellung und Einsatz von Rennwagen sowie die Kleinserienproduktion von Sportwagen. Matra erwarb das Unternehmen vor allem als Imageträger, damit der Markenname nicht nur mit Rüstungsgütern in Verbindung gebracht wurde. Auch nach der Übernahme blieb das Unternehmen, jetzt als Matra Automobile, in seiner Ausrichtung unverändert. Zunächst lautete der Markenname Matra-Bonnet, ab 1965 Matra.
Um 1970 folgte die erste Zäsur, als Matra Automobile den Vertrieb an die französische Niederlassung Simca des amerikanischen Autogiganten Chrysler abgab. Von nun an wurden die Fahrzeuge unter dem Markennamen Matra-Chrysler-Simca verkauft.
Auch unter Chrysler wurden zunächst Rennsport und Serienfertigung parallel betrieben, wobei der Schwerpunkt sich im Laufe der Jahre immer stärker in Richtung Serienproduktion verlagerte. Ab Mitte der 1970er-Jahre wurde die Modellpalette um das Freizeitfahrzeug Matra-Simca Rancho erweitert, ein früher Vorläufer der heutigen SUVs. Zur gleichen Zeit wurden die Rennsportaktivitäten vollständig eingestellt.
Die nächste Zäsur erfolgte im Sommer 1978, Chrysler war wirtschaftlich schwer angeschlagen und verkaufte seine gesamten europäischen Aktivitäten an den französischen PSA-Konzern. Da PSA jedoch kein Interesse an Matra hatte, wurde das Unternehmen wieder in den alten Matra-Konzern eingegliedert. Zudem ersetzte Peugeot den Markennamen Simca durch Talbot, wodurch die Matra-Modelle in den Folgejahren als Talbot-Matra verkauft wurden.
Anfang 1984 wurde die Zusammenarbeit mit PSA/Talbot beendet. Von diesem Zeitpunkt an bis zum Ende der Automobilproduktion arbeitete Matra in Partnerschaft mit Renault. Diese Zusammenarbeit endete mit der Insolvenz von Matra Automotive im Februar 2003. Die Produktion wurde eingestellt, die Produktionsanlagen abgebaut. Heute existiert von Matra Automotive nur noch die Entwicklungsabteilung, die von Pininfarina übernommen wurde.

### Serienfahrzeuge von Matra

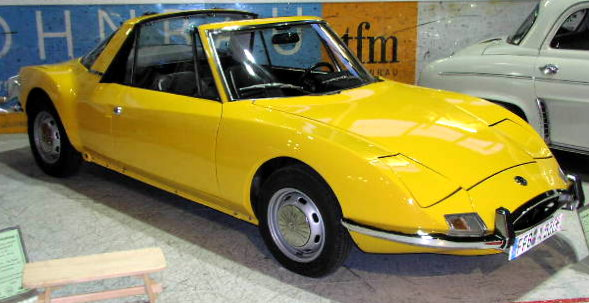
Matra 530

Das letzte von René Bonnet vorgestellte Sportwagenmodell namens Djet wurde zunächst unter dem Markennamen Matra weiter produziert und vertrieben. 1967 wurde der Djet durch den Matra 530 abgelöst, der nach einer Rakete aus dem Rüstungsbereich der Firma benannt war. Der Matra 530 war ein viersitziger Mittelmotor-Sportwagen mit Ford V4-Motor, der genau wie sein Vorgänger über seinem Stahlchassis eine Kunststoff-Karosserie trug – eine Bauweise, die alle späteren Matra-Modelle auszeichnet. Von diesem Modell wurden ebenso wie von seinem Vorgänger nur wenige hundert Exemplare pro Jahr hergestellt.

#### Matra-Simca Bagheera
Nach der Übernahme durch Chrysler musste dieses Modell aufgrund der verwendeten Ford-Technik schnellstmöglich ersetzt werden. So wurde Ende 1973 ein neues Modell vorgestellt, dessen Technik nun von der europäischen Chrysler-Tochter Simca stammte: Der Matra-Simca Bagheera, die Bezeichnung mit Bezugnahme auf den Namen des Panthers Bagheera im Film Dschungelbuch.
Dieses Modell zeichnete sich durch drei nebeneinander angeordnete Sitze aus – eine Bauweise, die auch beim im September 1980 erschienenen Nachfolgemodell Murena beibehalten wurde. Die Produktionskapazität wurde kontinuierlich erweitert, die Produktion lag jetzt bereits bei mehreren tausend Fahrzeugen im Jahr.

#### Simca-Matra Rancho und Talbot-Matra Murena

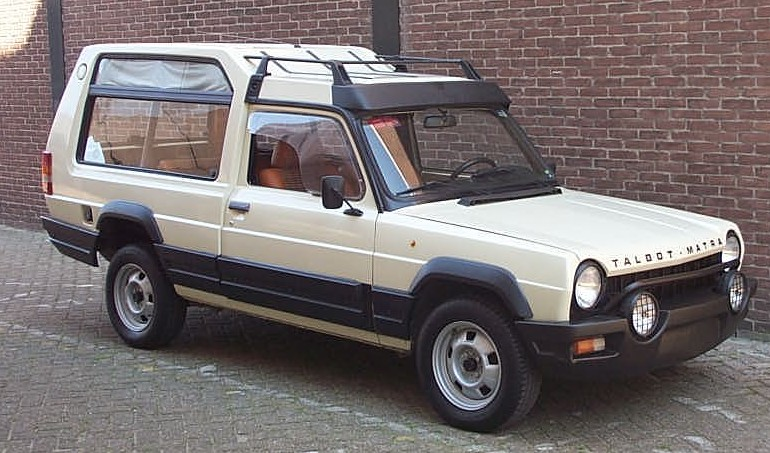
Talbot-Matra Rancho

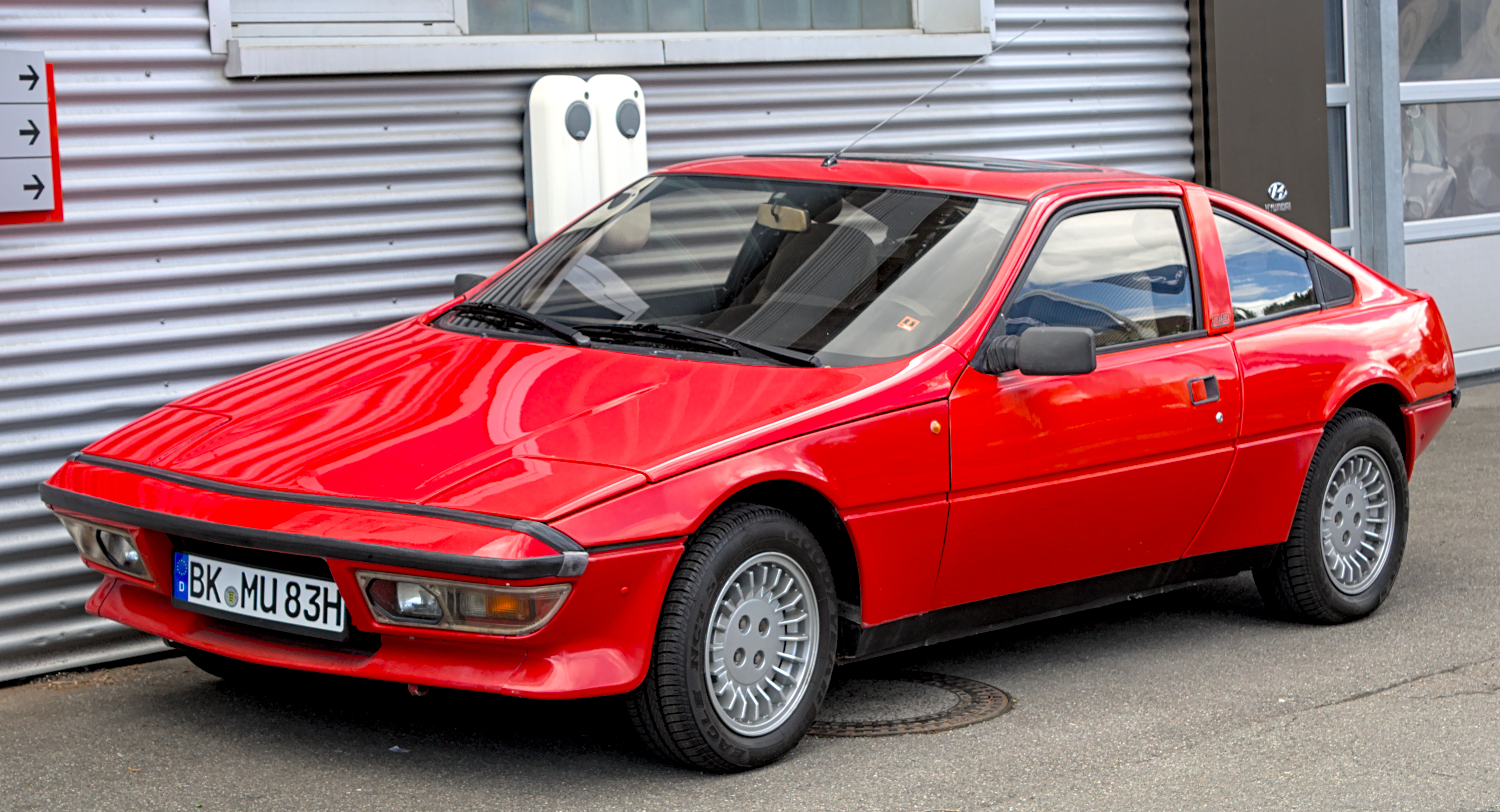
Talbot-Matra Murena

Im März 1977 wurde mit dem Rancho eine zweite Baureihe vorgestellt. Es wurde als Freizeitfahrzeug von Mitte 1977 bis Sommer 1979 als Simca-Matra Rancho bei dem Automobilhersteller Simca und von Sommer 1979 bis Ende 1983 als Talbot-Matra Rancho von Talbot vertrieben.
Der Rancho war ein Hochdachkombi auf Basis des Simca 1100 Pick-Up. Aufgrund seiner Geländewagenoptik kann er als ein Pionier der heute so populären SUV gezählt werden. Matra-typisch bestand die Karosserie – zumindest in der hinteren Hälfte – aus Kunststoffteilen. Nach erfolgreichem Start ließen seine Verkaufszahlen ebenso wie die des Bagheera bald nach, da beiden Fahrzeugen aufgrund ihrer Verarbeitung und ihres mangelhaften Rostschutzes bald ein schlechter Ruf vorauseilte.
Matra nahm dies zum Anlass, beim im Spätsommer 1980 erschienenen Coupé Talbot-Matra Murena das Stahlchassis vollständig zu verzinken. Diese Verzinkung erfolgte durch Feuerverzinken, bei dem sich mehrere Kilogramm Zink an jedem Chassis ablagerten und es so wirkungsvoll vor Rost schützten.
Trotzdem wurde der Murena weit weniger erfolgreich als sein Vorgänger, da die Käufer sich nach den Erfahrungen mit dem Vorgänger in Zurückhaltung übten. Die Produktion wurde bereits nach knapp vier Jahren im Januar 1984 beendet.

#### Renault Espace

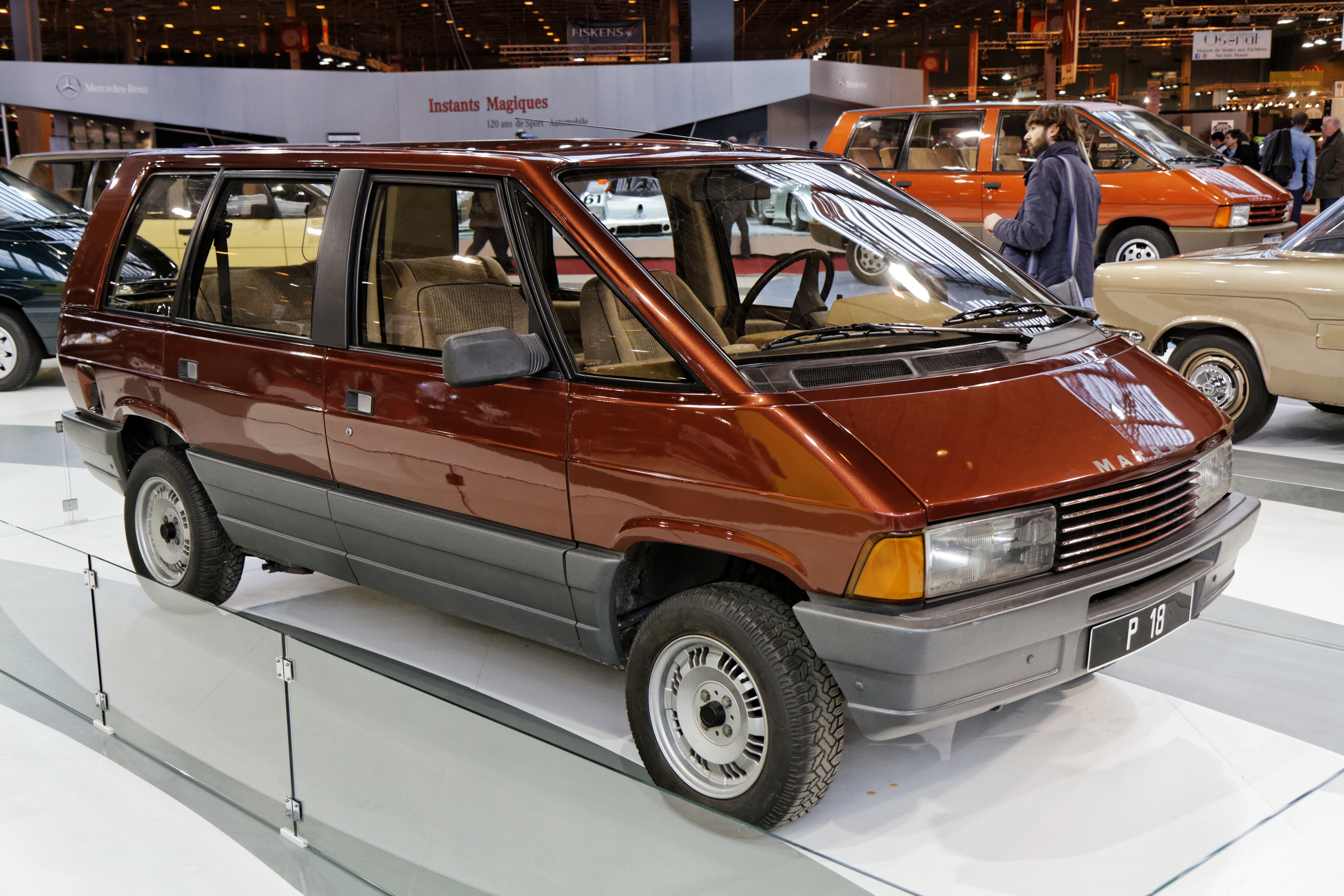
Matra Project P 18, 1981

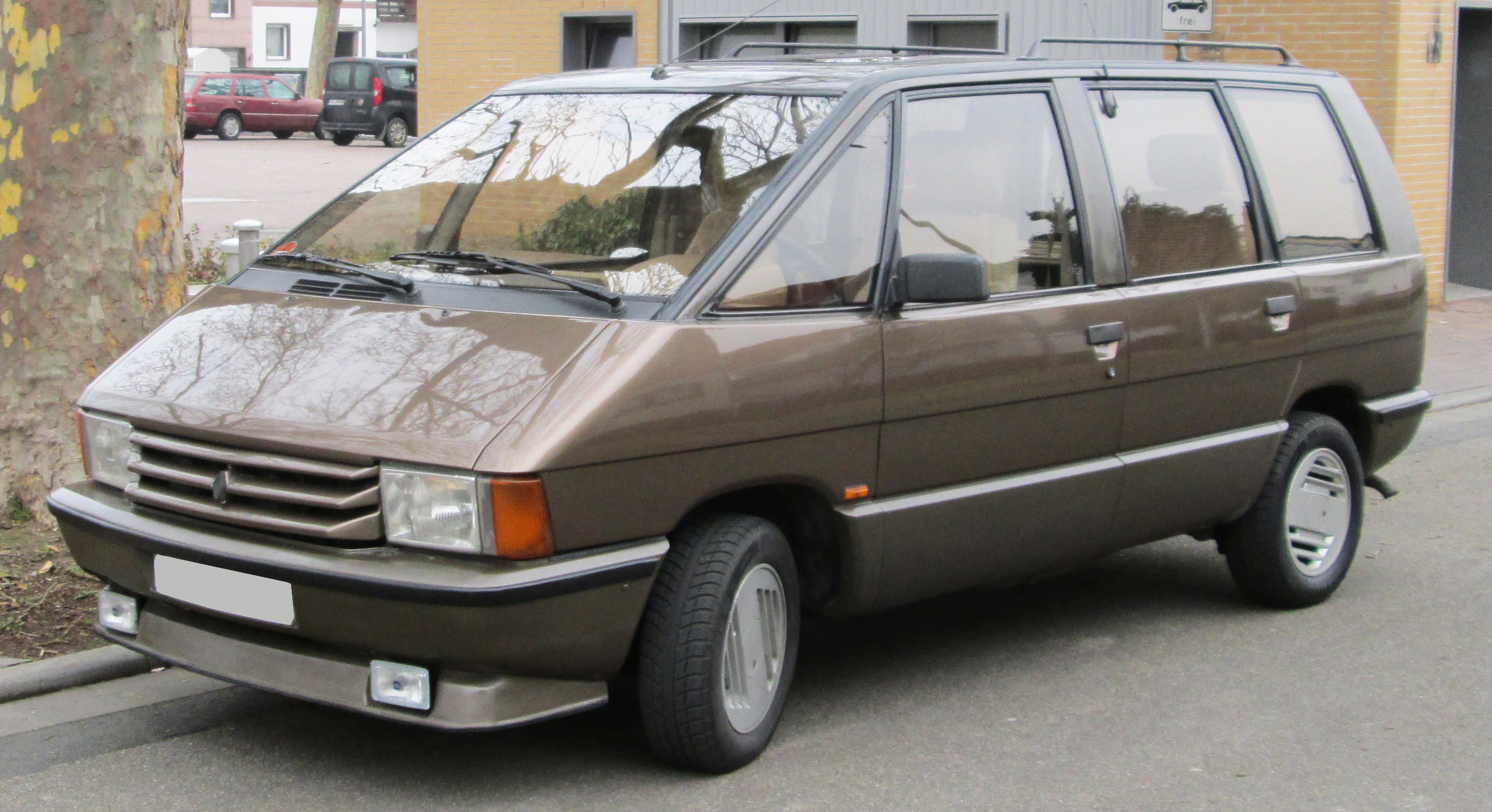
Renault Espace, 1984

Zwischen 1978 und 1982 entwickelte Matra Europas erste Großraumlimousine, kurz Van genannt, und brachte sie im März 1984 zusammen mit dem Hersteller Renault als Espace (deutsch: Raum) zur Serienreife.
Ursprünglich war das Fahrzeug als Nachfolger des Ende 1983 eingestellten Talbot-Matra Rancho gedacht. PSA sah für das Modell jedoch keine Marktchancen und zudem war der Fortbestand der Marke Talbot unsicher. Daher übernahm Renault den fast fertigen Van.
Zunächst wurde die Marktfähigkeit für diese Art von Fahrzeug oft in Frage gestellt. Im Nachhinein wurde der Espace jedoch ein kommerzieller Erfolg, für Renault wie auch für Matra. Der Espace wurde bis kurz vor Erscheinen der vierten Espace-Generation im Oktober 2002 bei Matra gefertigt.

#### Renault Avantime

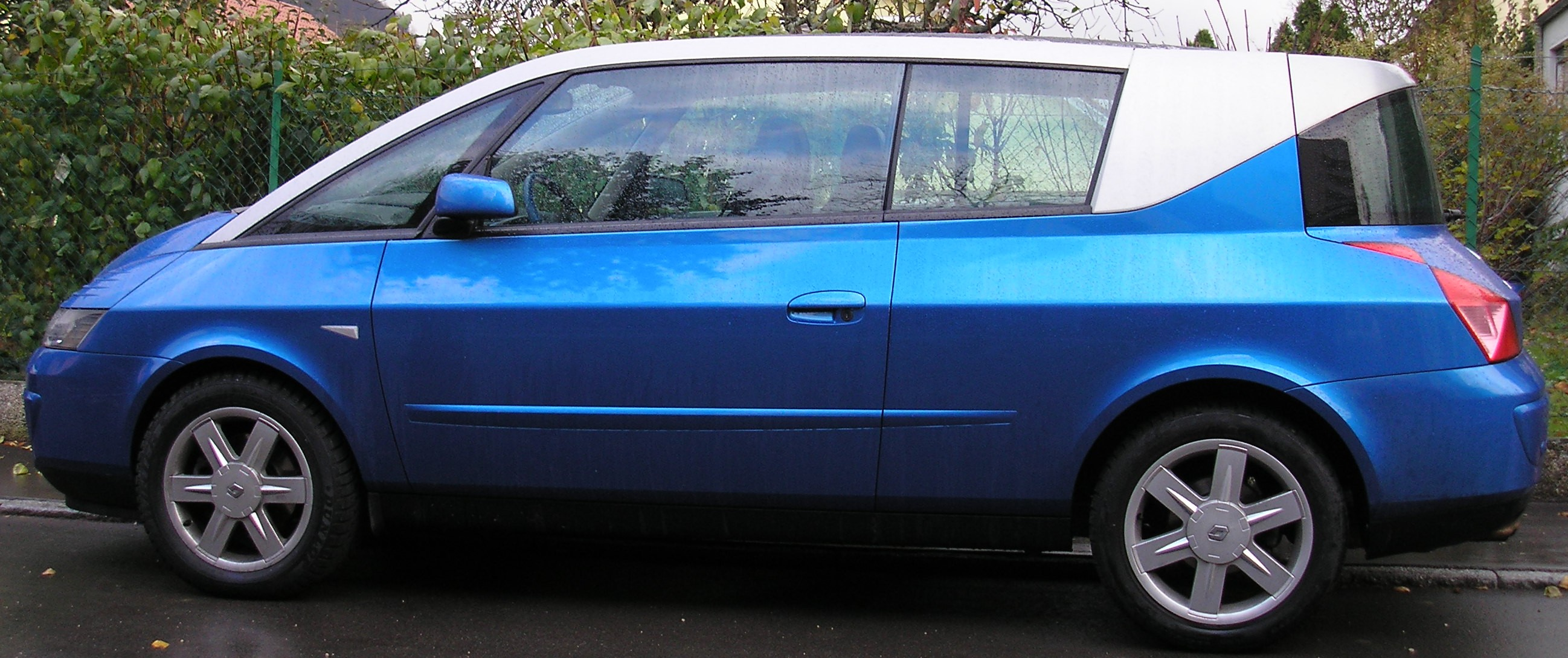
Renault Avantime

Ab November 2001 begann Matra mit der Produktion einer selbstentwickelten Variante auf Plattform der dritten Espace-Generation, dem Renault Avantime. Er bestach durch ein innovatives Designkonzept und ist bis heute das einzige je produzierte „Van-Coupé“. Der hohe Verkaufspreis der aufwendigen Konstruktion und das geringe Prestige der Marke Renault generierten nur geringe Verkaufszahlen, so dass die Produktion hohe Verluste einfuhr. Nach nur 8545 Exemplaren wurde die Fertigung des Avantime eingestellt und das Automobilwerk im Februar 2003 geschlossen.

### Vorläufiges Ende und Quasi-Neubeginn

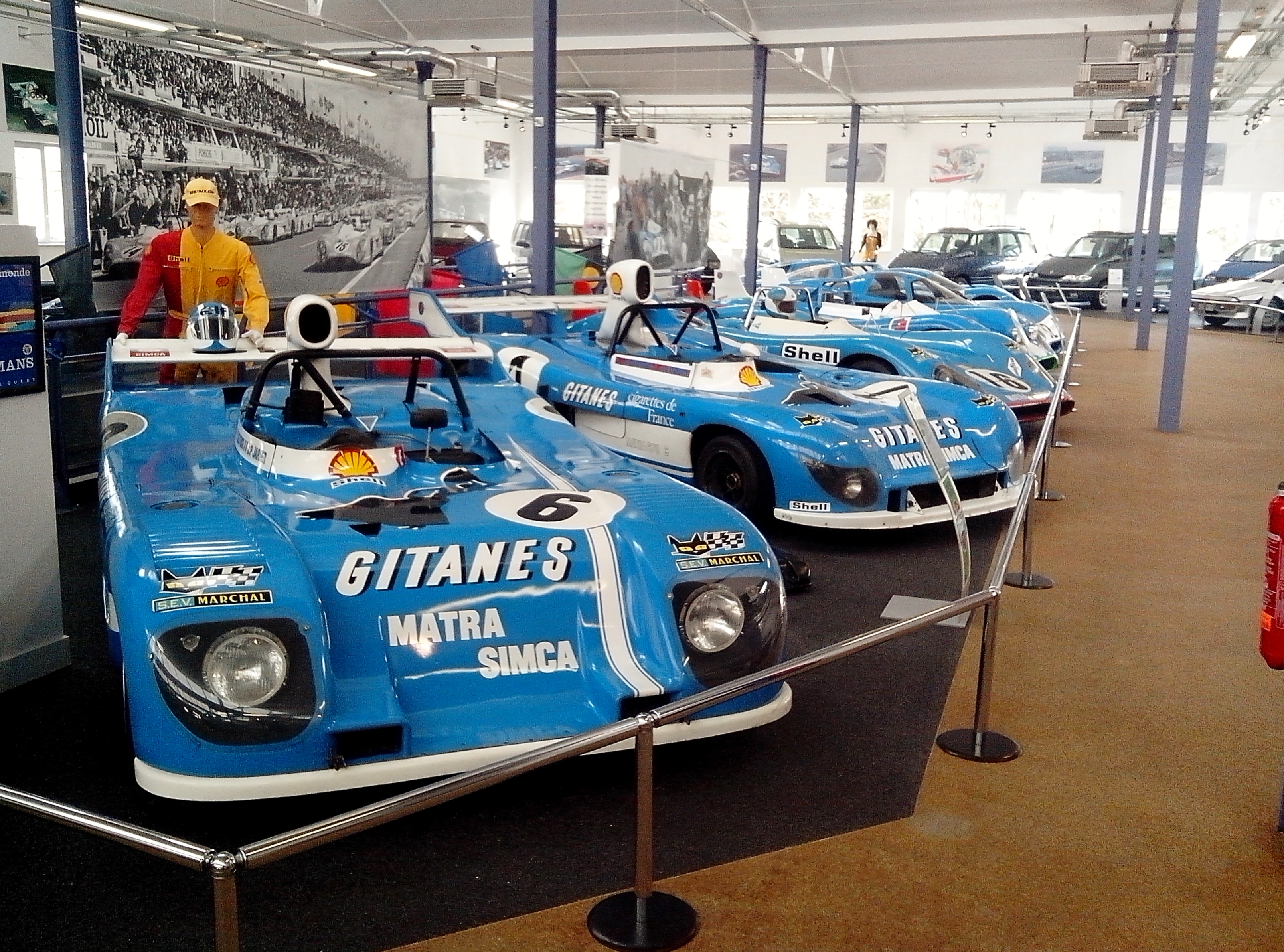
Matra-Museum Espace automobiles Matra in Romorantin-Lanthenay

Die massiven Absatzprobleme verbunden mit dem Wegfall wichtiger Systemlieferanten zwangen Matra am 27. Februar 2003 dazu, das Fahrzeugwerk in Romorantin-Lanthenay zu schließen.
In Romorantin-Lanthenay gibt es noch das Matra-Museum. Diese weiterhin gepflegte Einrichtung bietet ihren Besuchern einen Überblick über die gesamte Palette der Renn- und Straßenfahrzeuge, die dort produziert wurden.
Seit 2004 gehört die Automobilsparte von Matra zum italienischen Karosseriehersteller Pininfarina. Nach einem mit tiefsten Einschnitten verbundenen radikalen Umbau des Unternehmens, der nur die Entwicklungsabteilung übrig ließ, entwickelt nun eine neugeformte Sparte unter dem Namen Matra Manufacturing & Services (Matra MS) in Elancourt umweltfreundliche Fahrzeuge für den Nahverkehr. In der ersten Phase nach dem Quasi-Neubeginn, also in den Jahren ab 2004, konzentrierte sich das Unternehmen hauptsächlich auf Elektro-Zweiräder. Des Weiteren liefert die Firma den Antrieb für das Elektroautomobil Bluecar, das gemeinsam von Pininfarina und Bolloré entwickelt wurde und seit 2011 produziert wird.

## Matra im Motorsport

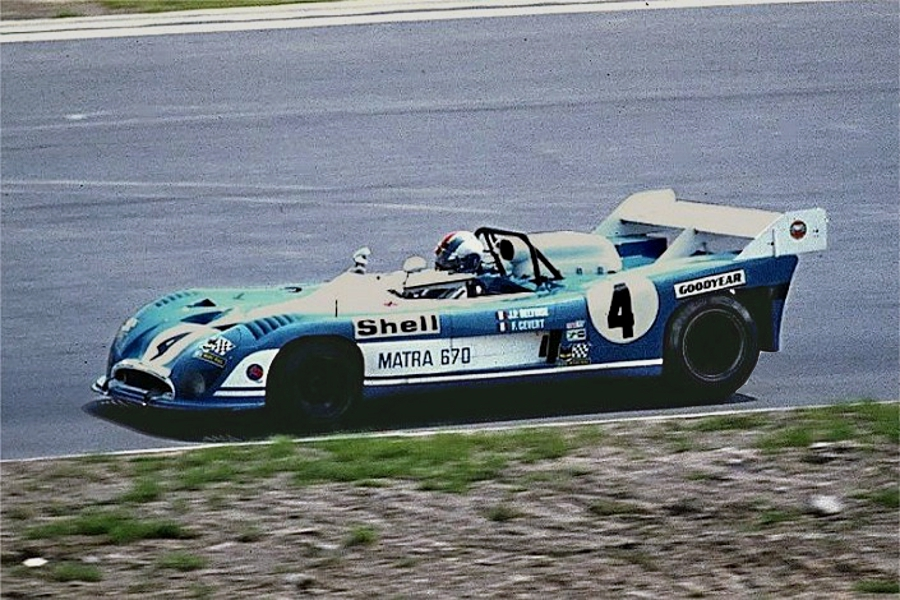
François Cevert 1973 im Matra-Simca 670

Seit 1965 engagierte sich Matra mit dem Tochterunternehmen Matra Sports im nationalen und internationalen Automobilsport. Matra Sports konstruierte und baute eigene Rennwagen und Motoren, die in verschiedenen nationalen und internationalen Motorsportklassen eingesetzt wurden. In den meisten Klassen unterhielt Matra ein eigenes Werksteam; teilweise wurden auch andere Teams mit Chassis bzw. Motoren beliefert. Besonders erfolgreich war Matra in der Formel 1 und bei Langstreckenrennen. Als Chassislieferant des britischen Teams Tyrrell gewann Matra 1969 die Fahrer- und die Konstrukteursweltmeisterschaft der Formel 1. Im Langstreckensport gewann Matra dreimal in Folge das 24-Stunden-Rennen von Le Mans.

## Transportsysteme

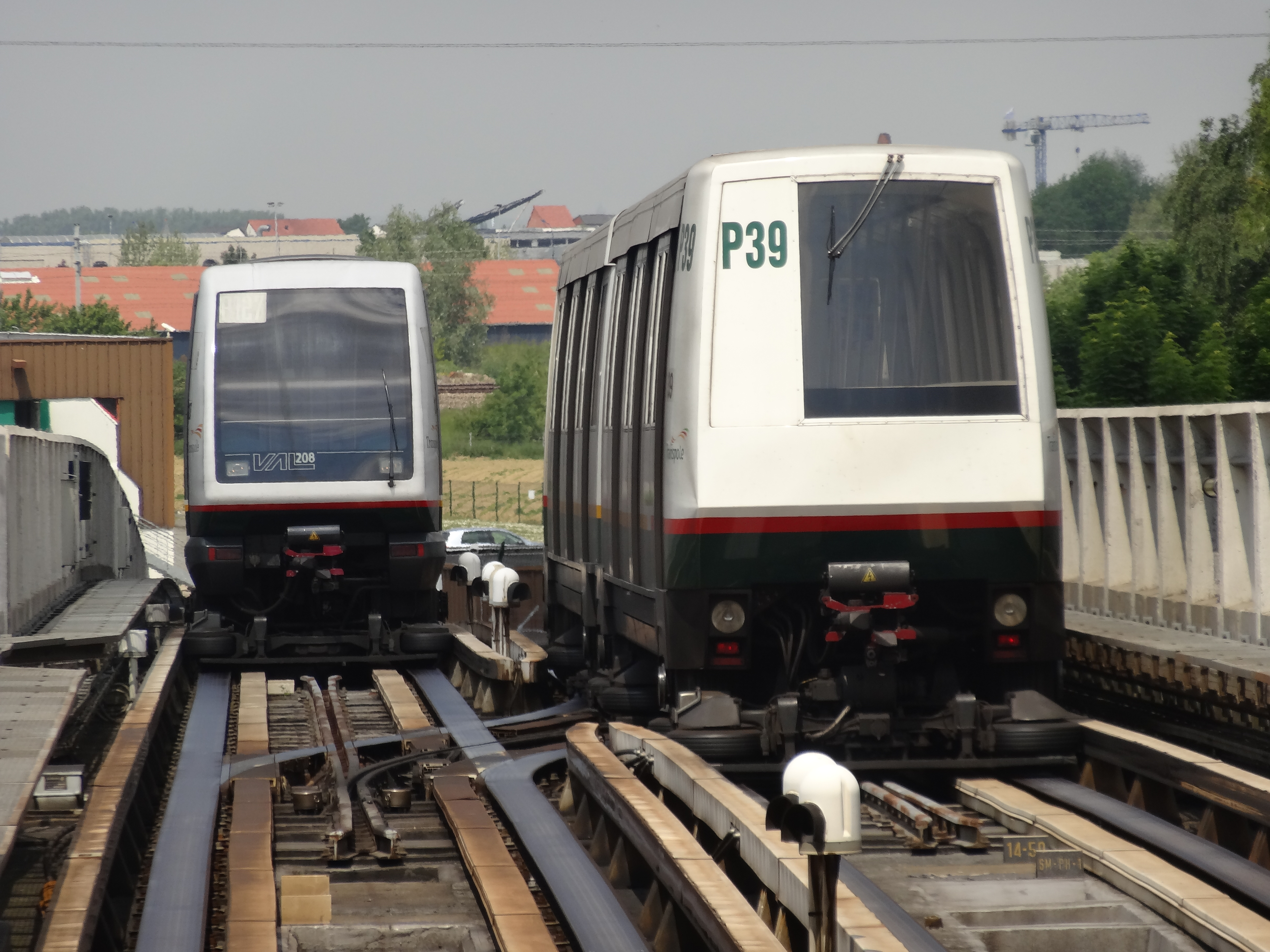
VAL 208 und VAL 206 der Métro Lille

Matra hat das System Véhicule automatique léger (VAL) in den 1970er-Jahren entwickelt und produziert.
Von 1973 bis 1987 entwickelte und erprobte Matra das Nahverkehrssystem Aramis – ein PRT-System, das parallel mit dem VAL entstand. Die Fahrgastkabinen von Aramis waren allerdings deutlich kleiner als beim VAL. Sie waren ursprünglich nur für vier Personen ausgelegt. Aufgrund von technischen Mängeln und fehlenden Abnehmern gab es nur Teststrecken, die später stillgelegt wurden. Sie befanden sich in Orly bei Paris sowie am Pariser Boulevard Victor.
Im Jahr 1996 wurde Matra Transport International S.A.S. (MTI) zu einem Joint Venture zu gleichen Teilen von Lagardere Groupe S.C.A. und Siemens. 1998 erhöhte Siemens seinen Anteil auf 95 Prozent, im Jahr 2001 übernahm Siemens auch die restlichen Anteile, damals zehn Prozent. Das Unternehmen wurde in den Geschäftsbereich Verkehrstechnik der Siemens AG integriert.

## Computer
Matra produzierte einen Heimcomputer, den Matra Alice.

## Telekommunikationslösungen

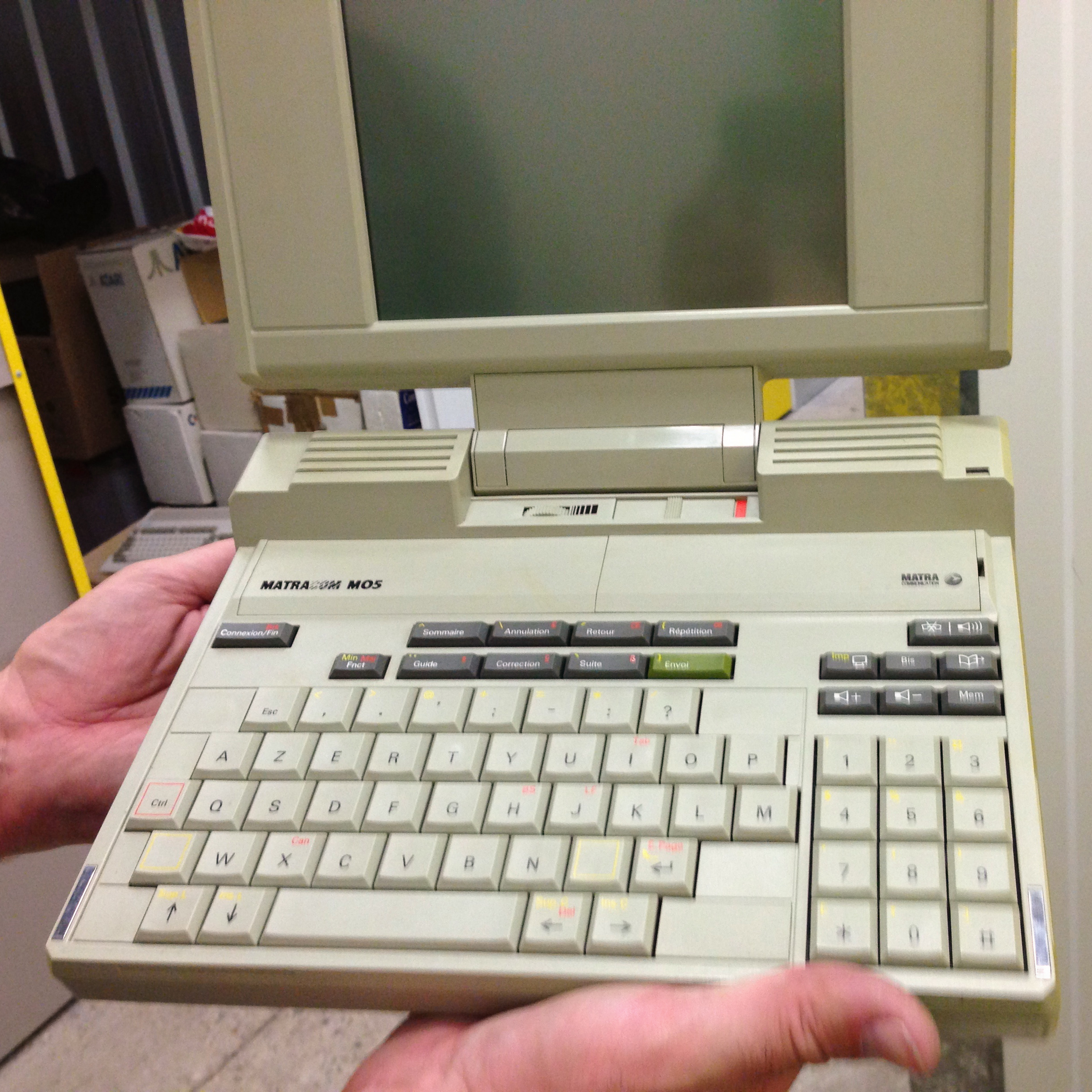
Matracom MO5 Minitel Terminal

Im Jahr 1986 stieg Matra in das Geschäft mit Telekommunikationlösungen ein.
Damals wurde unter dem Markennamen Matra Communication S.A. Telekommunikationslösungen entwickelt und erst in Frankreich und später auch international vermarktet.
Es gab dabei folgende Geschäftsbereiche:
- Endgeräte (Telefone, Faxgeräte, Schnurlostelefone, Minitel)
- Telekommunikationsanlagen (PABX) für Unternehmen mit der Produktlinie MATRACOM MC6500
- Sicherheitsfunknetzwerke (PMR = professional mobile radio) mit der Produktlinie TETRAPOL
- Mobile Kommunikationsnetzwerke (GSM)

Matra Communication S.A. wurde zum zweitgrößten Anbieter von Telekommunikationslösungen in Frankreich mit einem Marktanteil von über 36 Prozent. Vor allem bei öffentlichen Auftraggebern wurden die Systeme eingesetzt.
Die größten Projekte waren dabei:
- für TK-Anlagen das französische Militär mit über 200.000 Endgeräten
- für PMR-Systeme die französische Polizei, Feuerwehr und Rettungsdienste mit über 350.000 Endgeräten
- für GSM das französische GSM-Netz der France Télécom

Im Jahr 1991 wurde dann die Joint Ventures Matra Nortel Communications und Nortel Matra gegründet. Der kanadische Telekommunikationsausrüster Nortel beteiligte sich erst mit 21 % und übernahm 51 % der Anteile im Jahr 1999.
Dabei wurde in Deutschland die DFG (Deutsche Fernsprecher Gesellschaft Marburg) sowie die AEG Mobile Communication GmbH (AMC) übernommen.
Im Jahr 2002 wurde die Sparte vom europäischen Raumfahrt- und Rüstungskonzern EADS übernommen und unter dem Namen EADS Telecom weiter vertrieben.
Im Januar 2005 wurde das zivile TK-Geschäft an den weltweit agierenden Telekommunikationskonzern Aastra Technologies Limited verkauft. Das Geschäft für militärische Telekommunikation sowie die Versorgung von Behörden blieb von diesem Verkauf jedoch unangetastet.

## Rüstung
Die Entwicklung der Mistral-Fliegerabwehr-Lenkflugkörper, R.530/Super 530-Serie, R.550 Magic, MICA, sowie der TDA F.1/F.4 und des Matra-155-Raketen-Rohrstarters lagen in den Händen von Matra.

## Raumfahrt
Matra war Hauptauftragnehmer für den ESRO-Satelliten TD-1A und Mitglied des Raumfahrtkonsortiums MESH bestehend aus:
- Matra
- ERNO
- Saab
- Hawker Siddeley Dynamics (HSD)

In den 1970er-Jahren war Matra als Unterauftragnehmer von ERNO verantwortlich für die Entwicklung des Datenverarbeitungssystems für Spacelab.
1992 war Matra Mitbegründer von Eurocolumbus.
Im Jahr 2000 erfolgte der Zusammenschluss von Matra Marconi Space mit DaimlerChrysler Aerospace zur Astrium GmbH.